# Каталог Генри Дрейпера
Каталог Генри Дрейпера (Henry Draper Catalogue, HD) — астрономический каталог, содержащий спектроскопическую информацию о 225 300 ярких звёздах, пронумерованных в простом порядке возрастания их прямых восхождений.
Каталог подготовлен Энни Джамп Кэннон и её коллегами из Гарвардской обсерватории под руководством Эдварда Чарлза Пикеринга в начале XX века. Был издан с 1918 по 1924 год и назван в честь астронома Генри Дрейпера, чья вдова пожертвовала деньги на создание каталога.
Каталог покрывает всё небо и содержит звёзды до 9m. Позже было опубликовано добавление — Henry Draper Extension (HDE), содержащее данные о более чем 400 тыс. звёзд.

## Значение каталога
Каталог был первой попыткой систематического изучения спектров звёзд. Спектры звёзд были отсортированы по так называемой гарвардской классификации. Эта классификация используется до сих пор и лежит в основе современной астрофизики.